# Hans Mielich

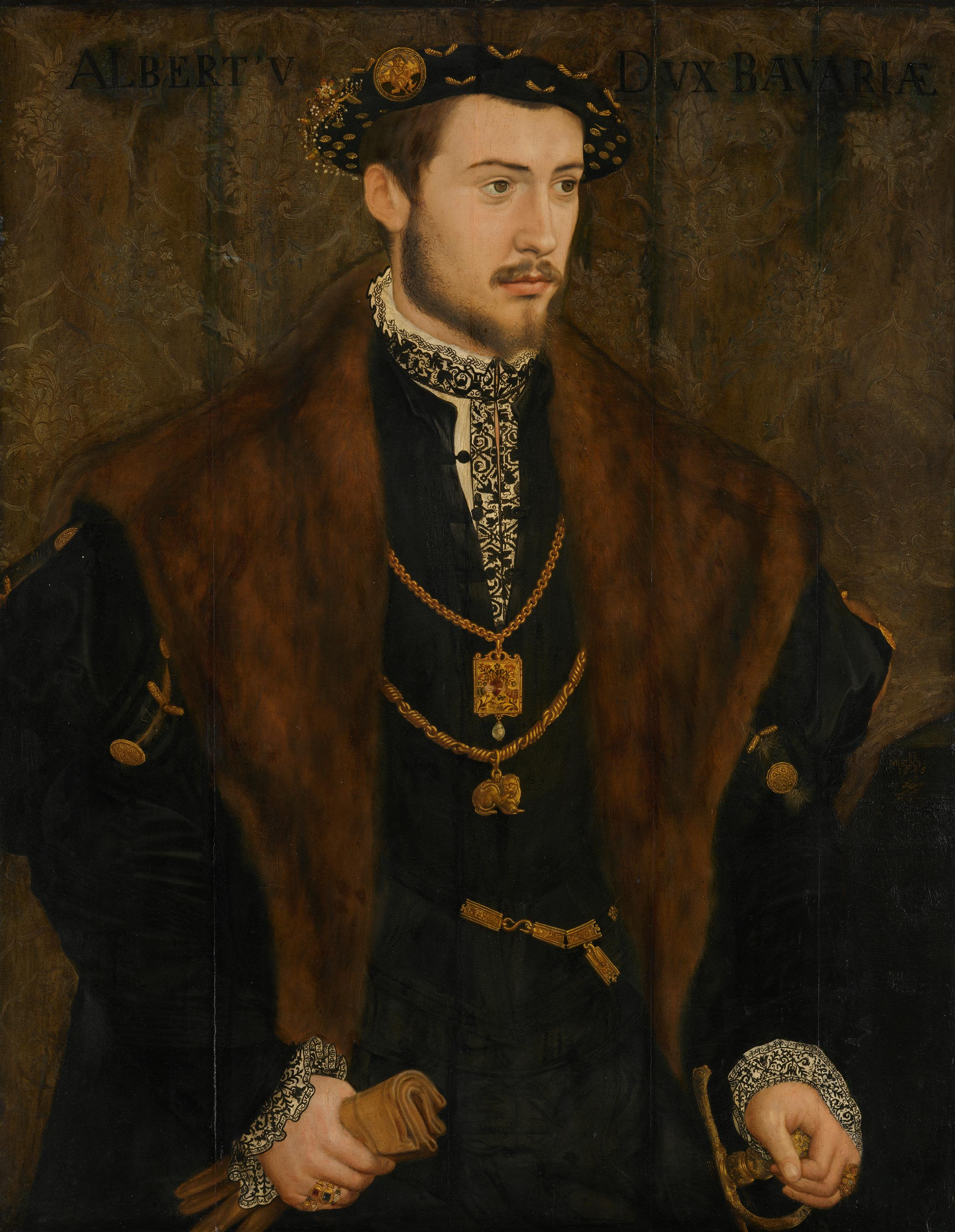
Ritratto del duca Alberto V di Baviera di Hans Mielich.

Hans Mielich, noto anche come Muelich (Monaco di Baviera, 1516 – Monaco di Baviera, 10 marzo 1573), è stato un pittore tedesco, del tardo rinascimento tedesco.

## Biografia
Hans Mielich si specializzò in ritratti, miniature e illustrazioni di libri. Operò per più di 30 anni come pittore per i nobili di Monaco di Baviera ed è considerato uno dei più importanti pittori della storia della città.
La sua opera più importante è l'altare maggiore della Chiesa di Nostra Signora ad Ingolstadt.
Fu sepolto nel cimitero (oggi non più esistente) della chiesa del Salvatore a Monaco di Baviera.

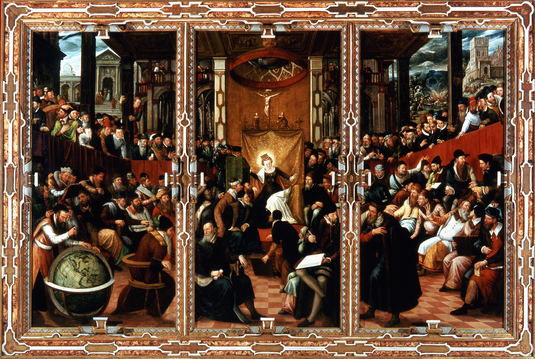
Santa Caterina di'Allessandria in una disputa. Retro dell'altare maggiore del duomo di Ingolstadt (1572 incompiuto)

Oggi le sue opere sono nei grandi musei del mondo e tra queste si ricorda il ritratto del duca Alberto V di Baviera, esposto nella Alte Pinakothek di Monaco di Baviera.

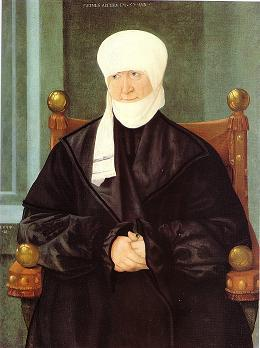
Hans Mielich Ritratto di una donna di 57 anni.Collezione Thyssen-Bornemisza. Attualmente esposto al Museu Nacional d'Art de Catalunya.

## Opere
- Ritratto di Ladislaus von Fraunberg